# Mar Saba
Mar Saba (syrsky: ܕܝܪܐ ܕܡܪܝ ܣܒܐ, arabsky: دير مار سابا; hebrejsky: מנזר מר סבא; řecky: Ἱερὰ Λαύρα τοῦ Ὁσίου Σάββα τοῦ Ἡγιασμένου) je řecký ortodoxní klášter svatého Sávy, nazývaný také Velká lávra svatého Sávy, situovaný na svazích vádí Nachal Kidron v Judské poušti, na Západním břehu řeky Jordán, v governorátu Betlém v Palestině, přibližně na poloviční cestě mezi Betlémem a Mrtvým mořem. Jeho mniši se nazývají sabaité.
Mar Saba je považován za jeden z nejstarších činných klášterů na světě, zachovávající dosud původní tradice byzantské liturgie a řehole, k nimž patří klausura a přísný zákaz vstupu žen do všech prostor kromě Ženské věže vedle hlavního vchodu. 

## Historie

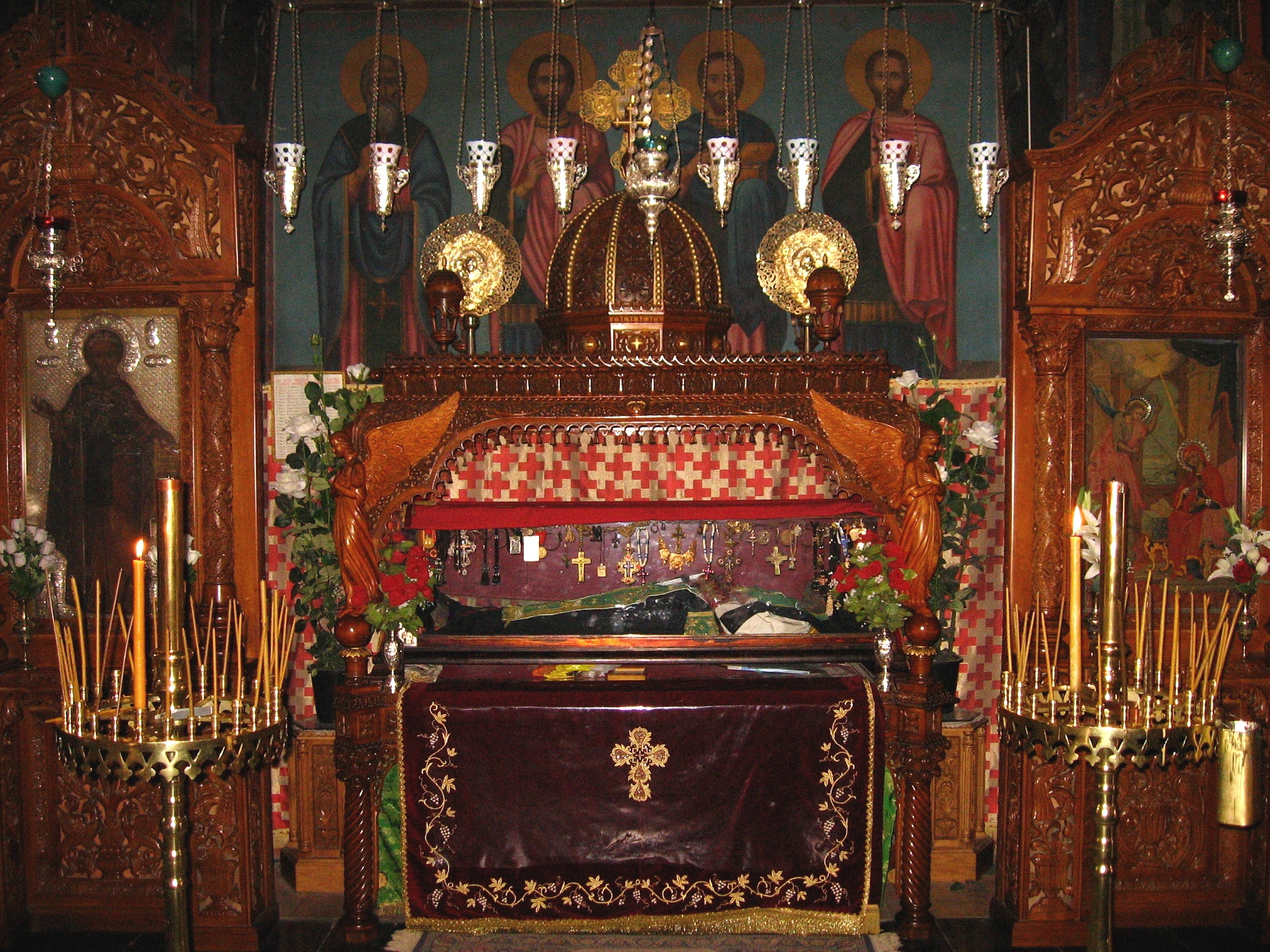
Relikvie sv. Sávy v klášteře

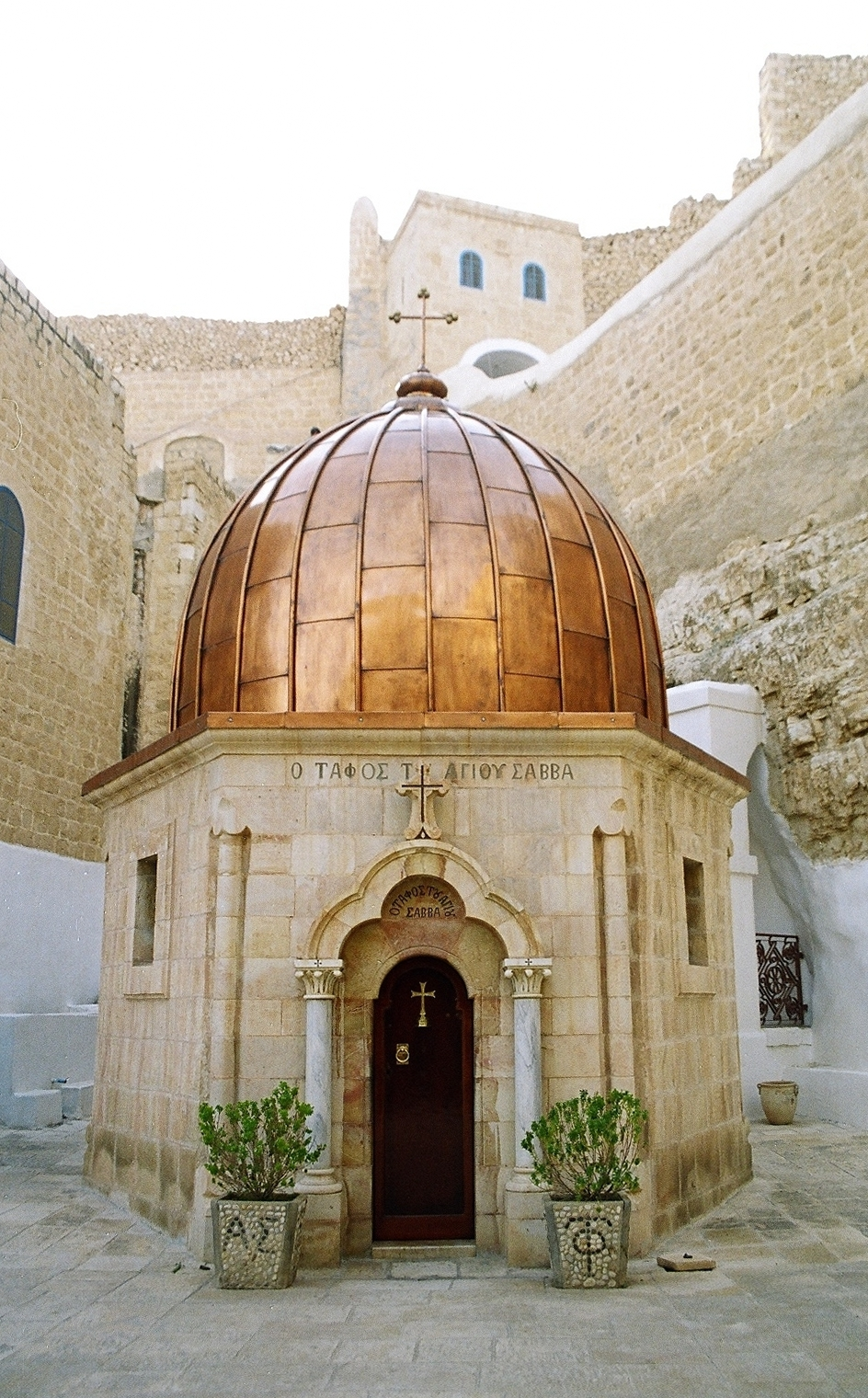
Kaple svatého Sávy

Klášter založil poustevník Sáva Posvěcený roku 483 na východních svazích údolí Kidron, kde shromáždil prvních sedmdesát poustevníků kolem své poustevny.  Později svou lávru přemístil na opačnou, západní stranu soutěsky, kde byl v roce 486 postaven a v roce 491 vysvěcen Kristův chrám (Theoktistos), nyní zasvěcený svatému Mikuláši. Stálý růst komunity si již v roce 502 vyžádal stavbu druhého kostela, zasvěceného Panně Marii Bohorodičce (Theotokos), který se stal hlavní svatyní kláštera. 
Typikon svatého Savy je soubor pravidel řeholního života a liturgie, uplatňovaný v tomto klášteře; stal se modelem mnišského života a liturgie, známé jako byzantský obřad.

### Od Jana z Damašku do konce středověku
Klášter se později stal domovem svatého Jana z Damašku (676–749), klíčové osobnosti ikonoklastického sporu. Ten kolem roku 726 napsal  byzantskému císaři Leonovi III. dopisy o zákazu uctívání ikon Krista a jiných křesťanských náboženských postav. Jan pocházel z prominentní damašské rodiny a pracoval jako vysoký finanční úředník umajjovského kalífa Abd al-Malika, než odešel do judské pouště, a dal se vysvětit na klášterního kněze hieromonka. Jeho hrob je v jeskyni pod klášterem. Dalšími významnými členy kláštera byli bratři Theodorus a Theofanes (770–840).
Roku 797  na klášter poprvé zaútočili Arabové a zmasakrovali dvacet mnichů. Dále klášter utrpěl za chalífy Al-Hakima v roce 1009, stejně jako za turkmenských nájezdů v 11. století, které se střídaly s obdobími klidu. Působil zde gruzínský mnich a písař Ioane-Zosime, který se před rokem 973 přestěhoval do kláštera svaté Kateřiny a vzal s sebou několik pergamenových rukopisů.
Za křížových výprav po roce 1099 si klášter vzhledem ke katolickému Jeruzalémskému království udržel svůj význam a autonomii. Byl opuštěn teprve po opakovaných nájezdech beduínů koncem středověku. Relikvie svatého Sávy se dostaly do kláštera San Saba v Římě, do Mar Saby je teprve roku 1965 vrátil papež Pavel VI.

### Novověk
V roce 1504 koupila opuštěný klášter srbská mnišská komunita Palestiny, sídlící v klášteře sv. Michaela Archanděla, a ovládala jej  až do konce třicátých let 17. století. Významná finanční podpora od ruského cara umožnila provozovat klášter téměř nezávisle na jeruzalémském patriarchovi a zasahovat do politiky jeruzalémské pravoslavné církve, přičemž často stála na straně arabských laiků a kněží proti Řekům, kteří ovládali episkopát. Srbská kontrola kláštera skončila v roce 1600 zadlužením během výstavby nového kláštera a přerušení finanční podpory z Ruska. Srbové byli nuceni prodat klášter jeruzalémskému patriarchovi, aby splatili své dluhy.

## Odraz v umění
- Herman Melville, Clarel and pilgrimage in the Holy Land, epická báseň. New York 1876

## Galerie

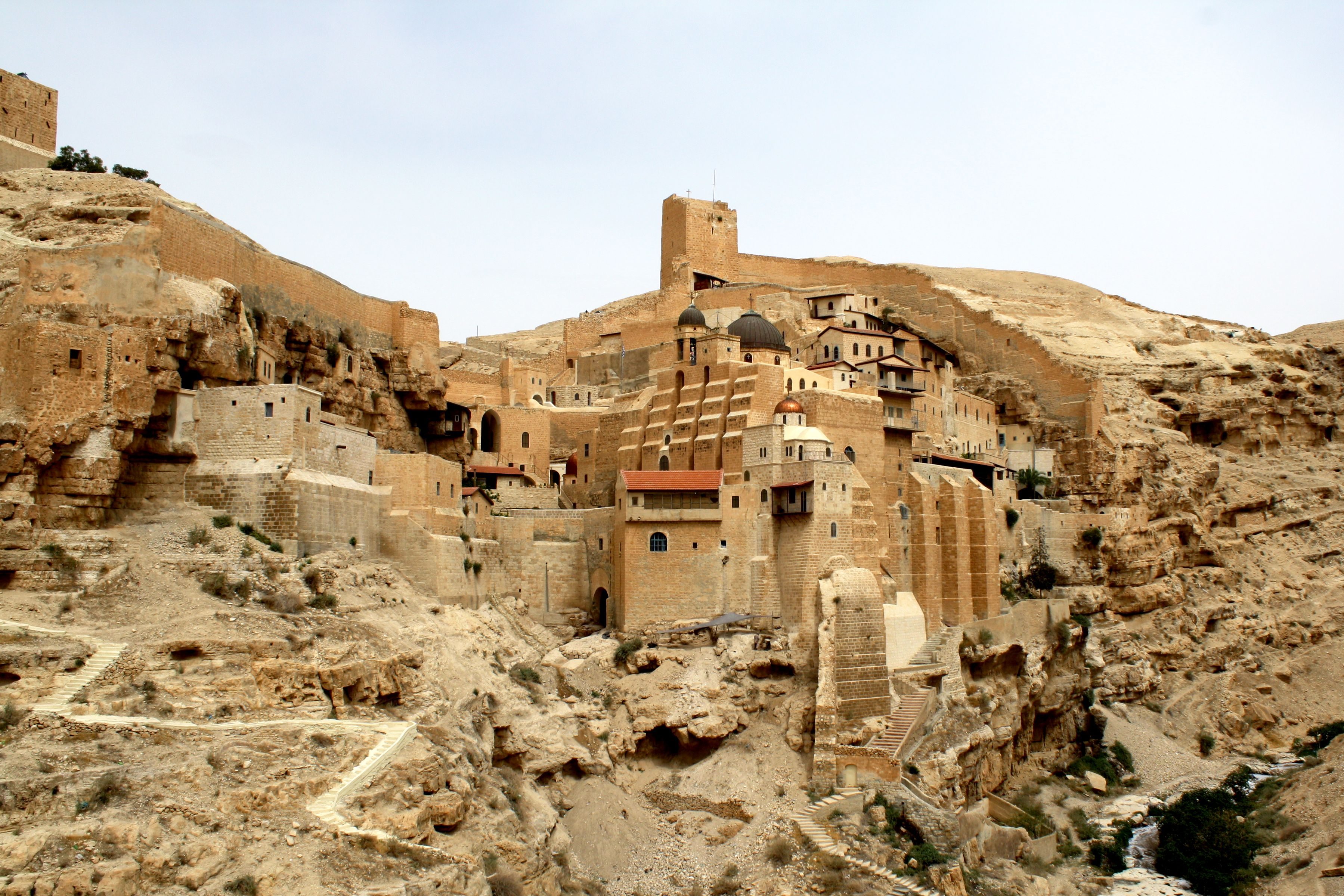
Mar Saba 2011
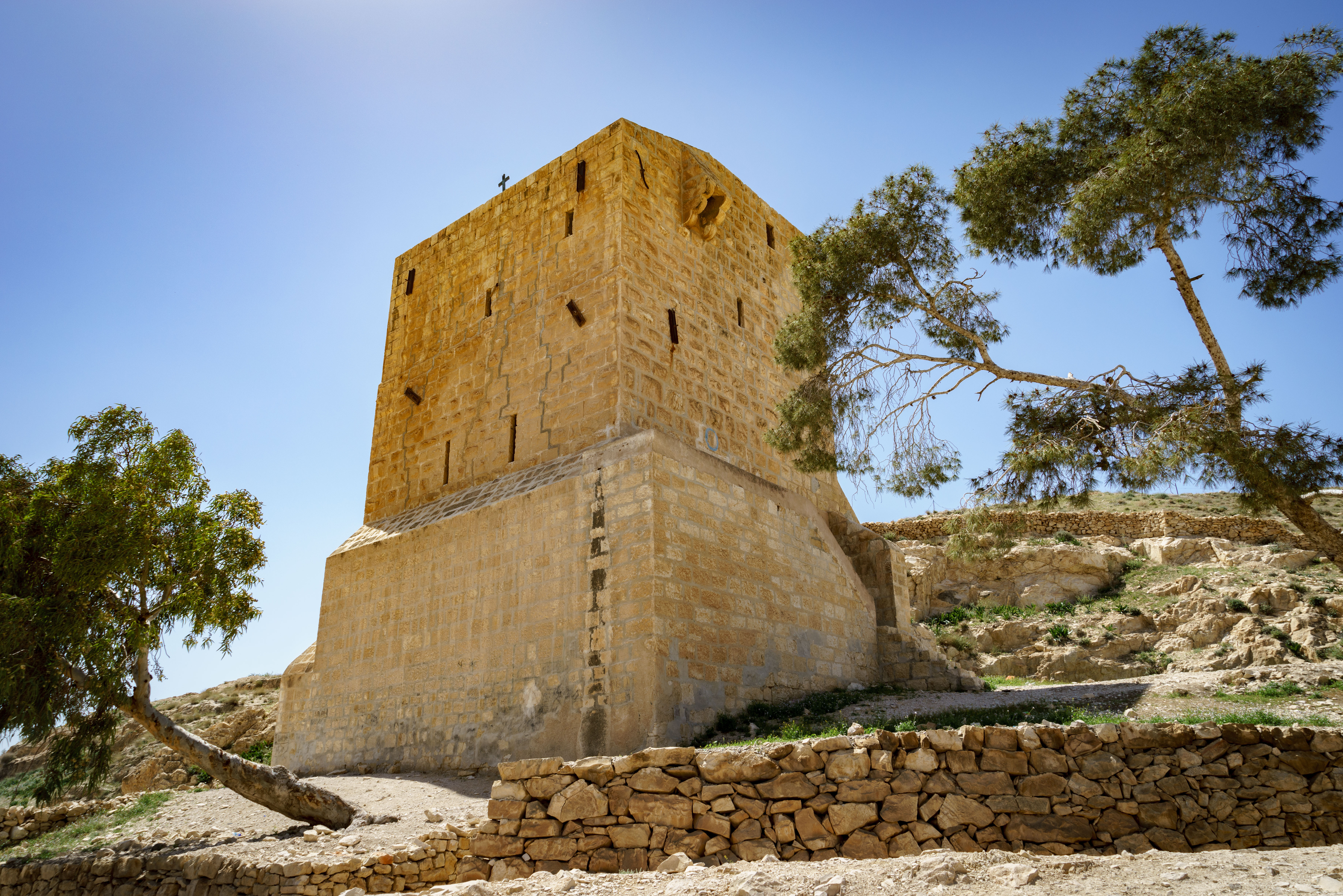
Ženská věž
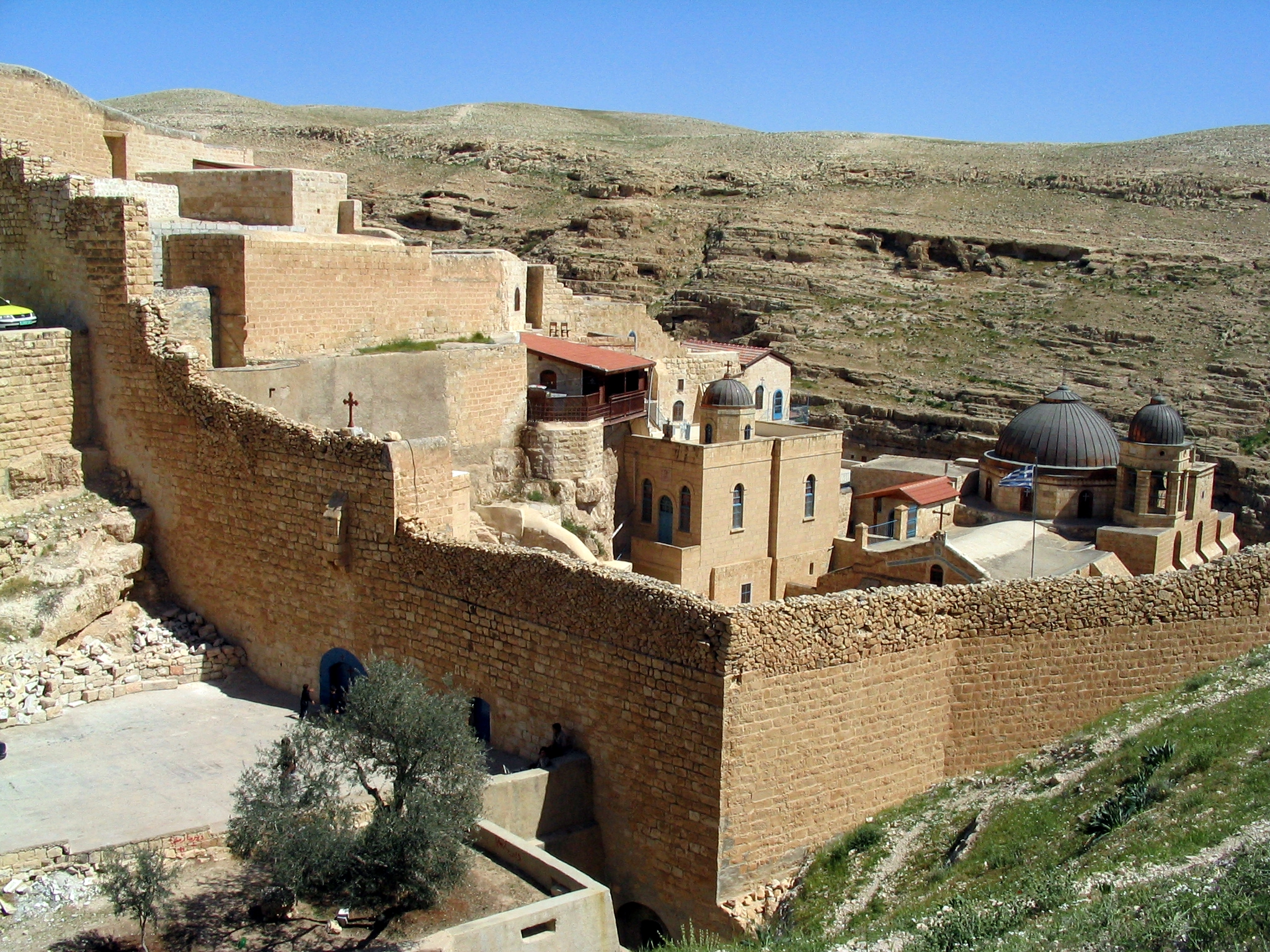
Mar Saba od severozápadu
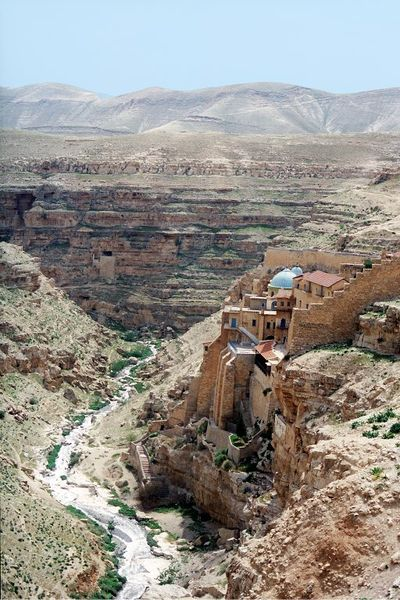
Nachal Kidron